# Снеговая линия
См. также: Снеговая линия (астрономия)
Снегова́я ли́ния — уровень земной поверхности, выше которого накопление твёрдых атмосферных осадков преобладает над их таянием и испарением.
Снеговая линия формируется под воздействием климатических особенностей данной территории, прежде всего соотношения тепла и влаги, а также макро- и мезорельефа. Она представляет собой отражение нижнего уровня хионосферы в реальных условиях рельефа земной поверхности. Снеговая линия снижается в холодных и влажных районах и поднимается в тёплых и засушливых. В Антарктике она опускается до уровня моря, а в Арктике расположена на несколько сотен метров выше уровня моря. Наибольшей высоты снеговая линия достигает в сухих тропических и субтропических районах (на Тибетском нагорье и Южноамериканских Андах — до 6,5 км), снижаясь на экваторе до 4,4 км.

## Виды снеговой линии
- Климатическая снеговая линия (теоретическая) — нижняя граница сохранения части выпадающих твёрдых осадков на горизонтальной незатенённой поверхности.
- Уровень 365 — самый низкий высотный уровень, на котором снежный покров лежит круглый год. Вычисляется интерполяцией вверх данных о продолжительности залегания снега.
- Истинная снеговая линия (местная) — наивысшее положение снеговой линии в конце лета на реальной поверхности.
- Сезонная снеговая линия (граница сезонного снега) — нижняя граница распространения снежного покрова в данный момент.
- Орографическая снеговая линия — нижняя граница постоянных снежников.